# Limnophora marginipennis
Limnophora marginipennis är en tvåvingeart som beskrevs av Stein 1911. Limnophora marginipennis ingår i släktet Limnophora och familjen husflugor.
Artens utbredningsområde är Peru. Inga underarter finns listade i Catalogue of Life.